# 清水鉱治
清水 鉱治（しみず こうじ、1886年 - 1925年2月25日）は、日本ホーリネス教会の牧師である。離島伝道に従事した。
山形県最上郡豊田村（現・鮭川村豊田）に沓澤家の次男として生まれる。新庄中学（現・山形県立新庄北高等学校）在学時代に、新庄ホーリネス教会清水俊蔵によりキリスト教に入信する。
新庄中学校卒業後に献身し、聖書学院に入学する。また、清水俊蔵の婿養子となる。1912年に妻が死去してから、伊東同盟教会（日本同盟基督教団伊東教会）で伝道する。1914年5月には新島同盟教会（日本同盟基督教団新島教会）に赴任する。
1925年に肺結核のために杉並救世軍病院で死去する。
辞世の歌は「教のため身はすて小舟かへりみで、この荒磯に朽ちはてんとぞ思ふ。」